# Szinkronúszó világbajnokok listája

Az alábbi táblázat a szinkronúszás vagy műúszás világbajnokait tartalmazza.

## Az új szabályok szerinti versenyszámok

### Egyéni és páros versenyszámok
| Év, helyszín   | Egyéni technikai program | Egyéni technikai program | Egyéni szabadprogram | Egyéni szabadprogram | Páros technikai program                       | Páros technikai program | Páros szabadprogram                           | Páros szabadprogram |
| 2007 Melbourne | Natalja Iscsenko         | Oroszország              | Virginie Dedieu      | Franciaország        | Anasztaszija Davidova, Anasztaszija Jermakova | Oroszország             | Anasztaszija Davidova, Anasztaszija Jermakova | Oroszország         |
| 2009 Róma      | Natalja Iscsenko         | Oroszország              | Natalja Iscsenko     | Oroszország          | Anasztaszija Davidova, Szvetlana Romasina     | Oroszország             | Natalja Iscsenko, Szvetlana Romasina          | Oroszország         |
| 2011 Sanghaj   | Natalja Iscsenko         | Oroszország              | Natalja Iscsenko     | Oroszország          | Natalja Iscsenko, Szvetlana Romasina          | Oroszország             | Natalja Iscsenko, Szvetlana Romasina          | Oroszország         |
| 2013 Barcelona |                          |                          |                      |                      |                                               |                         |                                               |                     |

### Csapat versenyszámok
| Év, helyszín   | Csapat technikai program | Csapat technikai program | Csapat szabadprogram | Csapat szabadprogram | Csapat kombináció | Csapat kombináció | Csapat kombináció |
| 2003 Barcelona |                          |                          |                      |                      | Japán             | Japán             |                   |
| 2005 Montréal  |                          |                          |                      |                      | Oroszország       | Oroszország       |                   |
| 2007 Melbourne | Oroszország              | Oroszország              | Oroszország          | Oroszország          | Oroszország       | Oroszország       |                   |
| 2009 Róma      | Oroszország              | Oroszország              | Oroszország          | Oroszország          | Spanyolország     | Spanyolország     |                   |
| 2011 Sanghaj   | Oroszország              | Oroszország              | Oroszország          | Oroszország          | Oroszország       | Oroszország       |                   |
| 2013 Barcelona |                          |                          |                      |                      |                   |                   |                   |

## A régi szabályok szerinti versenyszámok
| Év, helyszín       | Egyes               | Egyes         | Páros                                       | Páros       | Csapat                    | Csapat      | Csapat |
| 1973 Belgrád       | Teresa Andersen     | USA           | Teresa Andersen, Gail Johnson               | USA         | Amerikai Egyesült Államok | USA         |        |
| 1975 Barcelona     | Gail Johnson        | USA           | Robin Curren, Amanda Norriah                | USA         | Amerikai Egyesült Államok | USA         |        |
| 1978 Nyugat-Berlin | Helen Vanderburg    | Kanada        | Michelle Calkins, Helen Vanderburg          | Kanada      | Amerikai Egyesült Államok | USA         |        |
| 1982 Guayaquil     | Tracie Ruiz         | USA           | Sharon Hambrook, Kelly Kryczka              | Kanada      | Kanada                    | Kanada      |        |
| 1986 Madrid        | Carolyn Waldo       | Kanada        | Carolyn Waldo, Michelle Cameron             | Kanada      | Kanada                    | Kanada      |        |
| 1991 Perth         | Sylvie Frechette    | Kanada        | Karen Josephson, Sarah Josephson            | USA         | Amerikai Egyesült Államok | USA         |        |
| 1994 Róma          | Becky Dyroen-Lancer | USA           | Becky Dyroen-Lancer, Jill Sudduth           | USA         | Amerikai Egyesült Államok | USA         |        |
| 1998 Perth         | Olga Szedakova      | Oroszország   | Olga Szedakova, Olga Brusznyikina           | Oroszország | Oroszország               | Oroszország |        |
| 2001 Fukuoka       | Olga Brusznyikina   | Oroszország   | Tacsibana Mija, Takeda Mihi                 | Japán       | Oroszország               | Oroszország |        |
| 2003 Barcelona     | Virginie Dedieu     | Franciaország | Anasztaszja Davidova, Anasztaszja Jermakova | Oroszország | Oroszország               | Oroszország |        |
| 2005 Montréal      | Virginie Dedieu     | Franciaország | Anasztaszja Davidova, Anasztaszja Jermakova | Oroszország | Oroszország               | Oroszország |        |